# Kepler-42
Kepler-42 — зірка, яка знаходиться в сузір'ї Лебедя на відстані близько 126 світлових років від нас. Навколо зірки обертаються, як мінімум, три планети.

## Характеристики
Kepler-42 — зірка 16,12 видимої зоряної величини; вперше згадується в каталозі 2MASS під найменуванням 2MASS J19285255 + 4437096. До недавнього часу система була відома під назвою «KOI-961», яке представляє собою номер об'єкта з каталогу кандидатів від телескопа Кеплер. Пізніше системі було дано назву"Kepler-42".
Зірка є надзвичайно тьмяний і холодний червоний карлик, що має масу і радіус, рівні 13 % і 17 % сонячних відповідно.Температура поверхні становить близько 3068 кельвінів.

## Планетна система

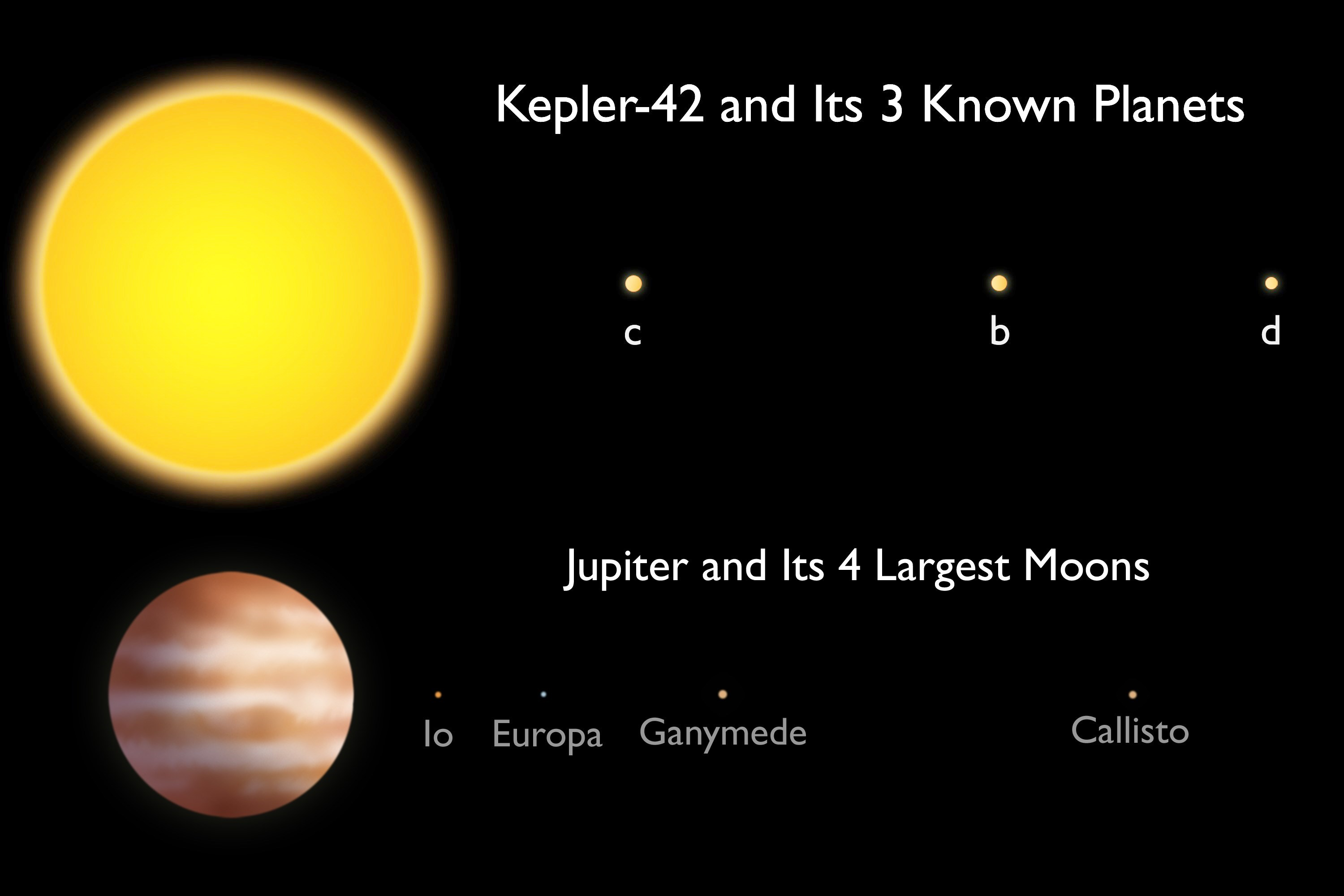
Порівняльні розміри планетної системи Kepler-42 і Юпітера з його найбільшими місяцями.

На початку 2012 року групою астрономів було оголошено про відкриттятрьох планет в системі. Вчені користувалися даними, отриманими орбітальним телескопом Кеплер, які були викладені у вільний доступ.

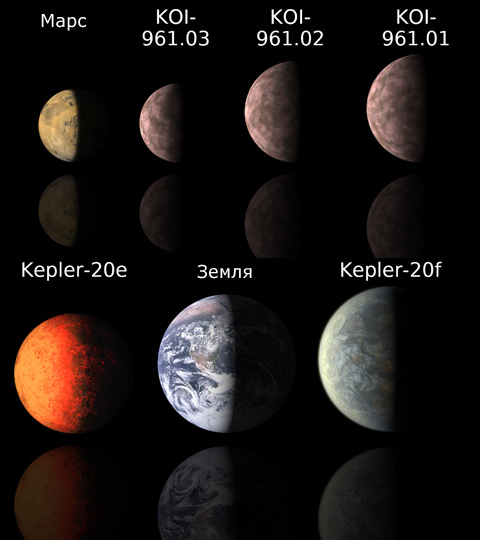
Порівняльні розміри екзопланет із Землею і Марсом

Це відкриття є рекордним для астрономії: вперше були виявлені такі малі за розмірами планетарні об'єкти. Найменша з них, Kepler-42 d, по діаметру порівнянна з Марсом. Маси планет невідомі, проте, імовірно все три планети мають залізно-кам'яний склад, схожий на склад планет земної групи.
Близьке розташування орбіт планет до батьківської зірки не дозволяє сподіватися, що на них може існувати життя: температура поверхні занадто висока для цього. Приміром, на найближчій до з них, Kepler-42 c, за розрахунками, поверхня прогрівається до 455 градусів Цельсія.
| Температура     | Kepler-42 c  | Kepler-42 b  | Kepler-42 d  | Земля        |
| --------------- | ------------ | ------------ | ------------ | ------------ |
| Кельвін Цельсій | 728 K 455 °C | 524 K 251 °C | 454 K 181 °C | 255 K −18 °C |
| Примітки:       |              |              |              |              |

| Планета | Маса (M⊕) | Радіус (R⊕) | Період обертання (днів) | Велика піввісь орбіти (а.о.) | Ексцентриситет орбіти |
| ------- | --------- | ----------- | ----------------------- | ---------------------------- | --------------------- |
| b       | <2,73     | 0,78±0,22   | 1,2137672               | 0,0116                       | -                     |
| c       | <2,06     | 0,73±0,20   | 0,45328509              | 0,0060                       | -                     |
| d       | <0,9      | 0,57±0,18   | 1,865169                | 0,0154                       | -                     |